# Conus abbreviatus
Conus abbreviatus е вид охлюв от семейство Conidae. Видът не е застрашен от изчезване.

## Разпространение и местообитание
Разпространен е в Кирибати (Лайн), Маршалови острови и САЩ (Хавайски острови).
Обитава пясъчните дъна на морета и рифове. Среща се на дълбочина от 1 до 16 m, при температура на водата от 23 до 25,1 °C и соленост 35,1 – 35,3 ‰.